# Eugen Goldstein
Eugen Goldstein, född 5 september 1850 i Gleiwitz, död 25 december 1930 i Berlin, var en tysk fysiker.
Goldstein blev 1888 fysiker vid Berlinobservatoriet, från 1898 i eget laboratorium. Han gjorde banbrytande upptäckter rörande katodstrålarnas elektrostatiska avböjning och upptäckte 1886 anodstrålarna. Han tilldelades Hughesmedaljen 1908.